# هاري كرانتز
هاري كرانتز (بالإنجليزية: Harry Krantz)‏ هو نقابي أسترالي، ولد في 24 نوفمبر 1919، وتوفي في 30 مارس 2006.